# Стайнфелд, Хейли
Хейли Стайнфелд (англ. Hailee Steinfeld; род. 11 декабря 1996, Лос-Анджелес, Калифорния, США) — американская актриса, модель и певица. Она является лауреатом различных наград, в том числе кинопремии «Выбор критиков», премии Пибоди и музыкальной Billboard Music Awards. Она также была номинирована на премию «Оскар», кинопремию Британской академии, премию «Золотой глобус» и премию Гильдии киноактёров.

## Ранние годы
Родилась в Тарзане, в долине Сан-Фернандо, в Лос-Анджелесе, Калифорния, США.
Её мать Чери — дизайнер интерьера. Отец Питер — персональный тренер по фитнесу. У неё также есть старший брат — Гриффин. В её семье достаточно много актёров: дядя по отцовской линии Джейк Стайнфелд — фитнес-тренер и актёр, дедушка по материнской линии Ларри Домисин — бывший актёр передач для детей, двоюродная сестра Тру О’Брайен — актриса и модель, которая также вдохновила Хейли на актёрскую карьеру.
Хейли училась в школах «Ascension Lutheran School», «Conejo Elementary» и «Colina Middle School». С 2008 года перешла на домашнее обучение, которое окончила в июне 2015 года.

## Карьера
Актёрскую карьеру начала в возрасте восьми лет, снимаясь во второстепенных ролях в подростковых сериалах и рекламе.

Роль в фильме братьев Коэн «Железная хватка» стала её дебютной работой в большом кино. Фильм был выпущен в декабре 2010 года; Ричард Корлисс из журнала Time назвал ее выступление одним из 10 лучших в 2010 году и написал, что Стайнфелд «подает многословные диалоги, как будто это самый простой разговорный язык, справляется с плохими парнями, завоевывает сердца. Это настоящий дар». Рецензии Роджера Эберта, Los Angeles Times и Rolling Stone также были лестными. Стайнфелд за эту роль была номинирована на премию «Оскар» как «Лучшая актриса второго плана», на премию BAFTA в номинации «Лучшая женская роль», а также выиграла премию «Молодой актёр». В мае 2011 года, через пять месяцев после выхода «Железной хватки», она была выбрана новым лицом итальянского дизайнерского бренда Miu Miu.

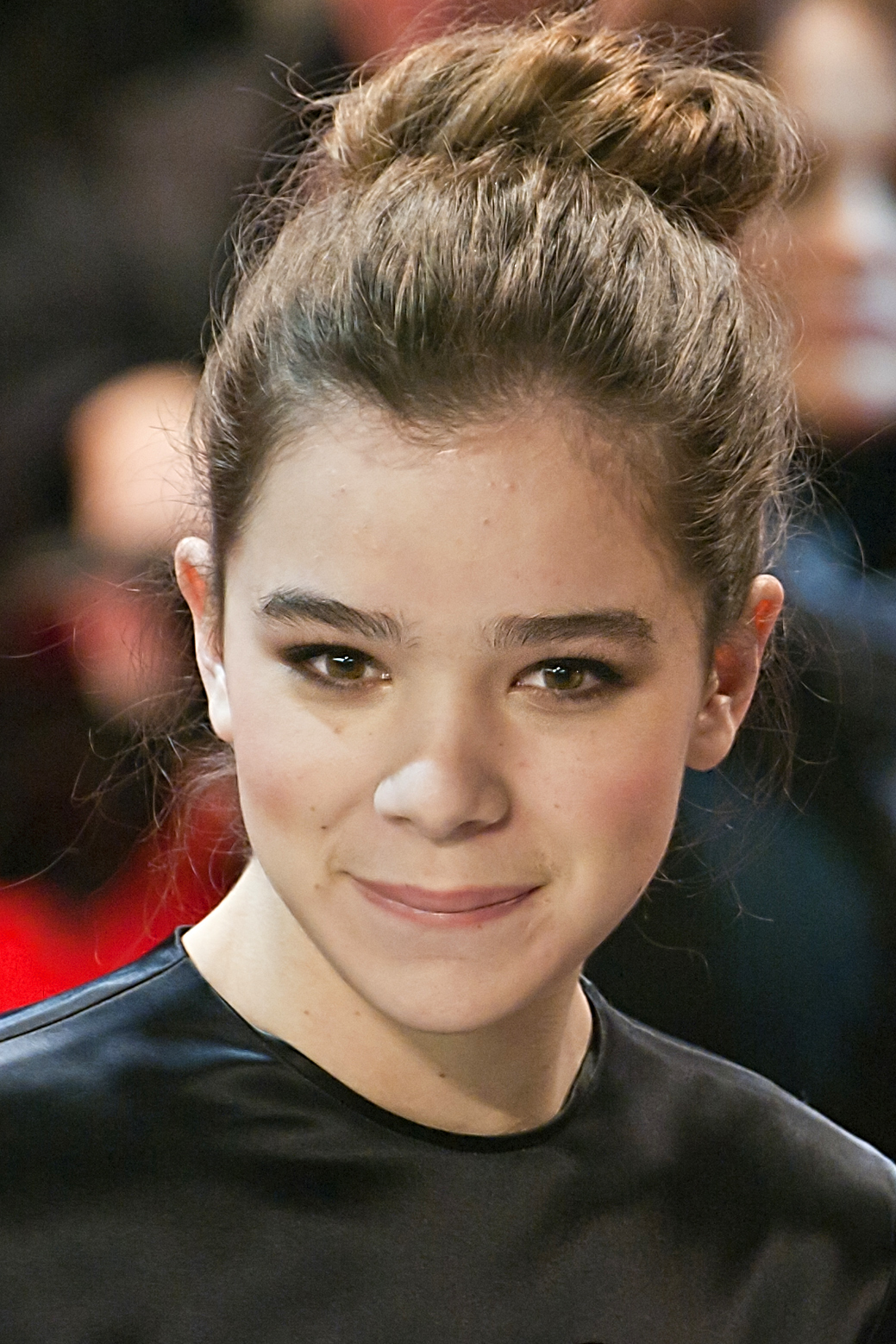
Стайнфелд на Берлинском международном кинофестивале в феврале 2011 года

В 2011 году, в возрасте 14 лет, была выбрана на роль Джульетты в фильме «Ромео и Джульетта», адаптации 2013 года одноименной трагедии Шекспира. Роль изначально была задумана для 22-летней актрисы; были опасения по поводу наготы в фильме, но режиссер объяснил, что, когда Стайнфелд была выбрана на роль, сценарий был изменен, чтобы он соответствовал возрасту. Фильм был выпущен в октябре 2013 года и получил плохие отзывы в США и за рубежом. Стайнфелд также снялась в роли Петры Арканян в научно-фантастическом приключенческом боевике «Игра Эндера» по книге Орсона Скотта Карда. Фильм вышел в прокат 1 ноября 2013 года.
Стайнфелд сыграла Вайолет, одну из главных ролей в романтической драме «Хоть раз в жизни». 27 июня 2014 года фильм был выпущен в ограниченный прокат в США и собрал 134 064 доллара за первые выходные; он вышел в широкий прокат 11 июля. Фильм был переиздан компанией The Weinstein Company 29 августа. В 2014 году было объявлено, что Стайнфелд сыграет Мин Грин в экранизации романтической комедии Дэниела Хэндлера «Почему мы расстались», но по состоянию на 2022 год фильм так и не был пущен в производство.
Стайнфелд получила роль Элизы вместе с партнером по фильму «Игра Эндера» Эйсой Баттерфилдом в экранизации «Десяти тысяч святых», премьера которой состоялась 23 января 2015 года на кинофестивале «Сандэнс» в 2015 году. В январе 2015 года Стайнфелд должна была сыграть в экранизации «Кэрри Пилби», молодежного романа Карен Лисснер; она покинула проект из-за конфликтов в расписании. В марте Стайнфелд выступила одним из актеров озвучивания англоязычного дубляжа японского анимационного фильма «Воспоминания о Марни». Стайнфелд озвучила Анну Сасаки, а Кирна Шипка озвучила Марни.
В мае 2015 года актриса также появилась в клипе Тейлор Свифт на песню «Bad Blood». Премьера видео состоялась на церемонии вручения наград Billboard Music Awards 2015, и оно получило премию MTV Video Music Award за лучшее видео года. Стайнфелд снялась в фильме «Особо опасна», вышедшем ограниченным тиражом. Фильм был срежиссирован Кайлом Ньюманом и вышел 29 мая 2015 года. Актриса также снялась в фильме «Идеальный голос 2» вместе с Анной Кендрик, Ребел Уилсон и Элизабет Бэнкс, которая также выступила режиссёром проекта. Стайнфелд исполнила некоторые из своих песен для представителя Republic Records на мероприятии в Нью-Йорке, и лейбл подписал с ней контракт. В мае Republic Records объявила о контракте на запись и о том, что Стайнфелд работает над своим первым релизом. В июле 2015 года Стайнфелд и певец Шон Мендес выпустили акустическую версию сингла Мендеса «Stitches». В 2015 году она выпустила свой дебютный сингл «Love Myself» на вышеупомянутом лейбле Republic Records. Песня привлекла внимание СМИ своим воодушевляющим посылом, а также провокационными текстами, которые побудили СМИ окрестить песню «одой мастурбации».
Дебютный мини-альбом Стайнфелд Haiz (прозвище, которое использовали ее поклонники) был выпущен в ноябре 2015 года. Продюсерами выступили Mattman & Robin, а соавторами песен — Джулия Майклз и Джастин Трэнтер. Мини-альбом получил в целом положительные отзывы. В феврале 2016 года Стайнфелд выпустила второй сингл, ремикс-версию «Rock Bottom» с участием американской фанк-поп-группы DNCE. Следующий сингл Стайнфелд, «Starving», был выпущен в июле 2016 года и получил признание критиков. Песня представляет собой совместную работу с Grey и Zedd и стала ее самым большим хитом на тот день, став платиновым в Италии, Новой Зеландии, Швеции, Великобритании и США, а также дважды платиновым в Австралии и трижды платиновым в Канаде и достигнув 12 позиции в хит-параде Billboard Hot 100.
В сентябре 2016 года сыграла главную роль в комедии о взрослении «Почти семнадцать» с Блейком Дженнером, Вуди Харрельсоном и Кирой Седжвик в главных ролях, сценаристкой и режиссёром фильма выступила Келли Фремон Крейг. Фильм вышел 18 ноября 2016 года и получил положительные отзывы; актёрская игра Стайнфелд получила высокую оценку и принесла ей номинацию на премию «Золотой глобус».
В начале 2017 года Стайнфелд приняла участие в записи двух песен: «Show You Love» и «Digital Love». В марте Стайнфелд приняла участие в записи сингла «At My Best» американского рэпера Machine Gun Kelly, взятого из его третьего студийного альбома Bloom. Месяц спустя Стайнфелд выпустила сингл «Most Girls». Песня получила положительные отзывы и достигла 58-го места в чарте Billboard Hot 100 в США. Стайнфелд впервые исполнила эту песню вживую на церемонии вручения наград 2017 Radio Disney Music Awards 29 апреля. Был выпущен музыкальный клип, получивший похвалу за идею поощрения проявления индивидуальности.
Стайнфелд также повторила свою роль Эмили Джанк в фильме «Идеальный голос 3» (2017).
В сентябре 2017 года Стайнфелд выпустила сингл «Let Me Go», созданный в сотрудничестве со шведским продюсером Алессо при участии Florida Georgia Line и Эндрю Уотта, который достиг 14-го места в чарте Mainstream Top 40. В том же месяце она приняла участие в ремиксе «Plot Twist» Марка И. Басси. 12 января 2018 года Стайнфелд выпустила «Capital Letters» для саундтрека к фильму «Пятьдесят оттенков свободы». Песня получила положительные отзывы и заняла 12-е место в чарте Bubbling Under Hot 100 Singles. В марте 2018 года Стайнфелд сообщила, что «завершает» работу над своим дебютным студийным альбомом. В следующем месяце она выступила на церемонии вручения премии Indonesian Choice Awards в Джакарте, Индонезия. Затем 1 июня Стайнфелд приняла участие в песне «Colour» вместе с MNEK. В сентябре она приняла участие в песне «Ordinary Day» из альбома Logic YSIV и в песне «Dance with Me» из альбома Chic It's About Time.

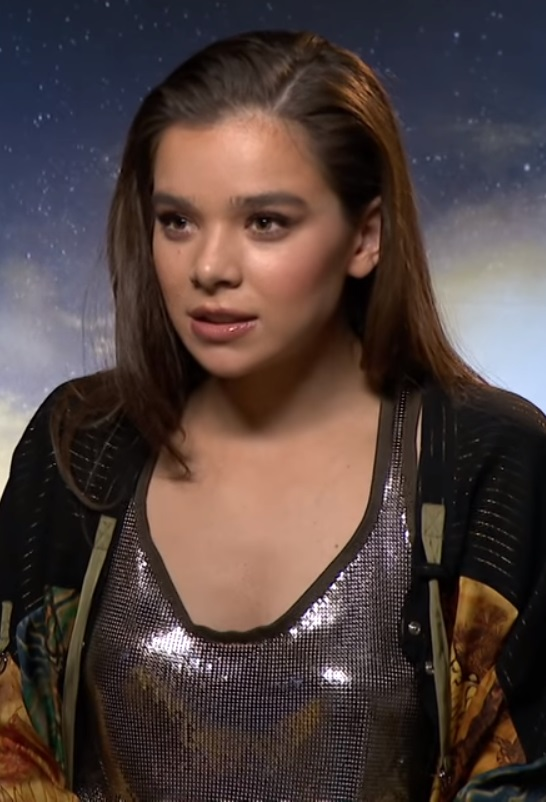
Стайнфелд в 2018 году

В конце 2018 года Стайнфелд снялась в спин-оффе «Трансформеров» «Бамблби» и озвучила Гвен Стейси/Женщину-паука в получившем премию Оскар анимационном фильме «Человек-паук: Через вселенные». В ноябре ее песня «Back to Life» была выпущена как сингл из саундтрека к фильму «Бамблби». В том же месяце она приняла участие и выступила на церемонии вручения наград MTV Europe Music Awards 2018 в Бильбао, Испания.
В январе 2019 года Стайнфелд приняла участие в ремиксе «Woke Up Late» группы Drax Project. В августе 2019 года Стайнфелд приняла участие в клипе на сингл «Graduation» Бенни Бланко и Juice Wrld. Она также появилась в эпизодической роли одного из завербованных Ангелов в фильме «Ангелы Чарли» 2019 года, а также появилась в фильме «Между двумя папоротниками». Стайнфелд также сыграла Эмили Дикинсон в комедийном сериале Apple TV+ «Дикинсон», который вышел в эфир 1 ноября 2019 года. Для продвижения сериала Стайнфелд выпустила песню «Afterlife», которая вошла в финал первого сезона. Сериал длился три сезона. В 2020 году он получил премию Пибоди, что сделало «Дикинсон» первым сериалом Apple TV+, удостоенным этой престижной награды. Также в 2020 году Стайнфелд выпустила два сингла: «Wrong Direction» и «I Love You's». Треки стали первым и вторым синглами, соответственно, с ее мини-альбома Half Written Story, вышедшего 8 мая 2020 года. Мини-альбом получил неоднозначные отзывы: критики хвалили вокал, уверенность и уязвимость Стайнфелд, но критиковали саму музыку. 28 мая 2020 года Стайнфелд выпустила сингл с тайваньским певцом Chen Linong под названием «Masterpiece».
В декабре 2020 года получила роль Кейт Бишоп в сериале «Соколиный глаз» из кинематографической вселенной Marvel. Премьера шоу состоялась 24 ноября 2021 года и состояла из шести серий. Эта её роль получила положительные отзывы критиков Стайнфелд собирается повторить эту роль в будущих фильмах, отметив, что она подписала контракт на несколько проектов. Стайнфелд также озвучила Вайолет «Ви» в анимационном сериале «Аркейн», который был выпущен 6 ноября 2021 года. Действие сериала происходит во вселенной League of Legends.
В апреле 2022 года Стайнфелд анонсировала песню под названием «Coast». «Coast» был выпущен 28 июля 2022 года и представлял собой «эйфорический сингл, основанный на гитаре и ударных инструментах», с участием американского рэпера Андерсона Пака. Премьера музыкального клипа состоялась на Facebook 9 ноября 2022 года. Акустическая версия вышла 7 декабря 2022 года. В марте 2023 года Стайнфелд выпустила «SunKissing», который журнал Rolling Stone охарактеризовал как «яркую, навязчивую мелодию с электрогитарой».
В 2023 году актриса повторила свою роль Гвен Стейси / Гвен-Паук в анимационном фильме «Человек-паук: Паутина вселенных», а в 2024 году вышел второй сезон анимационного сериала «Аркейн», в котором она вновь озвучила Вай (Вайолет).

## Личная жизнь
В 2016 году Стайнфелд начала встречаться с Кэмероном Смоллером. Пара впервые появилась на публике в начале 2017 года на вечеринке премии «Золотой глобус», но в ноябре того же года рассталась. В декабре Стайнфелд начала встречаться с ирландским певцом Найлом Хораном и рассталась с ним спустя почти год. По состоянию на май 2023 года Стайнфелд состояла в отношениях с квотербеком Баффало Биллс Джошем Алленом. 22 ноября 2024 года Аллен сделал Стайнфелд предложение. Через неделю пара объявила о помолвке.

## Фильмография
| Год       |     | Русское название                     | Оригинальное название               | Роль                                |
| --------- | --- | ------------------------------------ | ----------------------------------- | ----------------------------------- |
| 2007      | с   | Вернуться к вам                      | Back to You                         | маленькая девочка                   |
| 2008      | кор |                                      | Heather: A Fairy Tale               | Хизер                               |
| 2009      | кор | Она — лиса                           | She`s a Fox                         | Талия Олден                         |
| 2010      | кор |                                      | Grand Cru                           | Софи                                |
| 2010      | кор |                                      | Without Wings                       | Эллисон                             |
| 2010      | тф  | Летний лагерь                        | Summer Camp                         | Шэйна Мэтсон                        |
| 2010      | с   | Сынки Тусона                         | Sons of Tucson                      | Бетани                              |
| 2010      | ф   | Железная хватка                      | True Grit                           | Мэтти Росс                          |
| 2013      | ф   | От ненависти до любви                | Hateship, Loveship                  | Сабита                              |
| 2013      | ф   | Игра Эндера                          | Ender's Game                        | Петра Арканиан                      |
| 2013      | ф   | Ромео и Джульетта                    | Romeo and Juliet                    | Джульетта                           |
| 2013      | ф   | Хоть раз в жизни                     | Begin again                         | Вайлет                              |
| 2013      | кор |                                      | The Magic Bracelet                  | Анжела                              |
| 2014      | ф   | Три дня на убийство                  | Three Days to Kill                  | Зои Реннер                          |
| 2014      | ф   | Местный                              | The Homesman                        | Табита Хатчинсон                    |
| 2014      | ф   | Гостиная                             | The Keeping Room                    | Луиза                               |
| 2014      | мф  | Воспоминания о Марни                 | When Marnie Was There               | Анна Сасаки                         |
| 2015      | ф   | Десять тысяч святых                  | Ten Thousand Saints                 | Элиза                               |
| 2015      | ф   | Срок жизни                           | Term Life                           | Кэрри Барроу                        |
| 2015      | ф   | Особо опасна                         | Barely Lethal                       | Меган Уолш                          |
| 2015      | ф   | Идеальный голос 2                    | Pitch Perfect 2                     | Эмили                               |
| 2016      | ф   | Срок жизни                           | Term Life                           | Кейт Бэрроу                         |
| 2016      | ф   | Почти семнадцать                     | The Edge of Seventeen               | Надин                               |
| 2017      | ф   | Идеальный голос 3                    | Pitch Perfect 3                     | Эмили                               |
| 2018      | мф  | Человек-паук: Через вселенные        | Spider-Man: Into the Spider-Verse   | Гвен Стейси / Гвен-паук             |
| 2018      | ф   | Бамблби                              | Bumblebee                           | Чарли Уотсон                        |
| 2019—2021 | с   | Дикинсон                             | Dickinson                           | Эмили Дикинсон                      |
| 2019      | ф   | Между двумя папоротниками            | Between Two Ferns: The Movie        | камео                               |
| 2019      | ф   | Ангелы Чарли                         | Charlie’s Angels                    | новобранец-Ангел                    |
| 2021—2024 | мс  | Аркейн                               | Arcane: League of Legends           | Вай (Вайолет)                       |
| 2021      | с   | Соколиный глаз                       | Hawkeye                             | Кейт Бишоп / Соколиный глаз         |
| 2023      | мф  | Человек-паук: Паутина вселенных      | Spider-Man: Across the Spider-Verse | Гвен Стейси / Гвен-паук             |
| 2023      | ф   | Капитан Марвел 2                     | The Marvels                         | Кейт Бишоп / Соколиный глаз (камео) |
| 2024      | мс  | Что, если…?                          | What If…?                           | Кейт Бишоп                          |
| 2025      | ф   | Грешники                             | Sinners                             | Мэри                                |
| 2025      | мс  | Зомби Marvel                         | Marvel Zombies                      | Кейт Бишоп                          |
| 2027      | мф  | Человек-паук: За пределами вселенных | Spider-Man: Beyond the Spider-Verse | Гвен Стейси / Гвен-паук             |
|           | мф  | Женщины-пауки                        | Spider-Women                        | Гвен Стейси / Гвен-паук             |

## Дискография
См. также «Hailee Steinfeld discography» в английском разделе.

### Мини-альбомы
- Haiz
- Half Written Story

### Синглы
- 2015 — Love Myself
- 2016 — Rock Bottom (feat. DNCE)
- 2016 — Starving (feat. Grey и Zedd)
- 2017 — Most Girls
- 2017 — Let Me Go (feat. Florida Georgia Line & WATT)
- 2018 — Capital Letters (feat. BloodPop)
- 2018 — Colour (feat. MNEK)
- 2018 — Back To Life
- 2019 — Afterlife (from the Apple TV+ original series Dickinson)
- 2020 — Wrong Direction
- 2020 — I Love You’s
- 2022 — Coast (feat. Anderson .Paak)
- 2023 — SunKissing

## Награды и номинации
См. «List of awards and nominations received by Hailee Steinfeld» в английском разделе.